# Vicente Álvarez-Buylla Lozana
Vicente Alvarez-Buylla y Lozana (Oviedo, 4 de març de 1890 - 27 de novembre de 1969) fou un diplomàtic i escriptor asturià. Els seus germans, Benito i Plácido, també foren escriptors.

## Biografia
De jove practicà el futbol a Astúries, Madrid i Barcelona, als clubs Stadium Avilesino, Madrid FC, Español FC de Madrid i RCD Espanyol de Barcelona.
Estudià batxillerat a l'Institut d'Oviedo i completà els estudis a la Institución Libre de Enseñanza de Madrid. El 1914 es llicencià en dret a la Universitat d'Oviedo, doctorant-se a la Universitat Central de Madrid. El 1916 guanyà per oposició una plaça d'advocat de l'Estat i el 1920 ingressà al cos diplomàtic, cosa que no li impedia col·laborar a la premsa local com La región o La República. Fou cònsol d'Espanya, adjunt d'Antonio Pla da Folgueira, a Tànger de 1924 a 1928 El 1928 deixà la carrera diplomàtica i va tornar a Espanya, on fou nomenat secretari del Consell d'Energia. En 1931 va ser nomenat director plenipotenciari i, poc després, director d'Administració en el Ministeri d'Estat i secretari del Comitè d'Estudis dedicats a l'orientació de nous diplomàtics, alhora que ocupava el secretariat del Consell d'Obres Hidràuliques. El 1933-1934 fou membre de l'Institut Diplomàtic i del Centre d'Estudis Marroquins. El 1936 fou nomenat cònsol a Londres quan era ambaixador Ramón Pérez de Ayala En esclatar la guerra civil espanyola es va mantenir fidel a la legalitat republicana
En acabar la guerra va romandre a l'exili. De 1960 a 1962 fou ministre delegat al govern republicà a l'exili presidit per Emilio Herrera Linares.

## Obres
- La Pintura contemporánea en España (Matanzas, 1922)
- Economía y legislación extranjera acerca de energía hidroeléctrica, líneas y redes (Madrid, 1932)